# Мърчисън (нос)
Нос Мърчисън (на английски Murchison Promontory) е най-северната точка на континенталната част на цяла Америка. Намира се в провинция Нунавут в Канада и представлява край на полуостров Бутия. Географски координати: 71°58′ сев. ш., 94°57 зап. д. Отстои на повече от 2000 км от северния полюс, а от друга страна е на 64 км по на север от нос Бароу в Аляска. За разлика от много други носове, той не представлява туристическа атракция поради голямата си отдалеченост от всякакви селища и пътища и мразовития климат.
Първите европейци, които посещават неговия район, са изследователите Уилям Кенеди (канадец) и Жозеф Бело (французин). Те се появяват тук през 1852 г., докато търсят останки от експедицията на Джон Франклин.